# Брейкданс

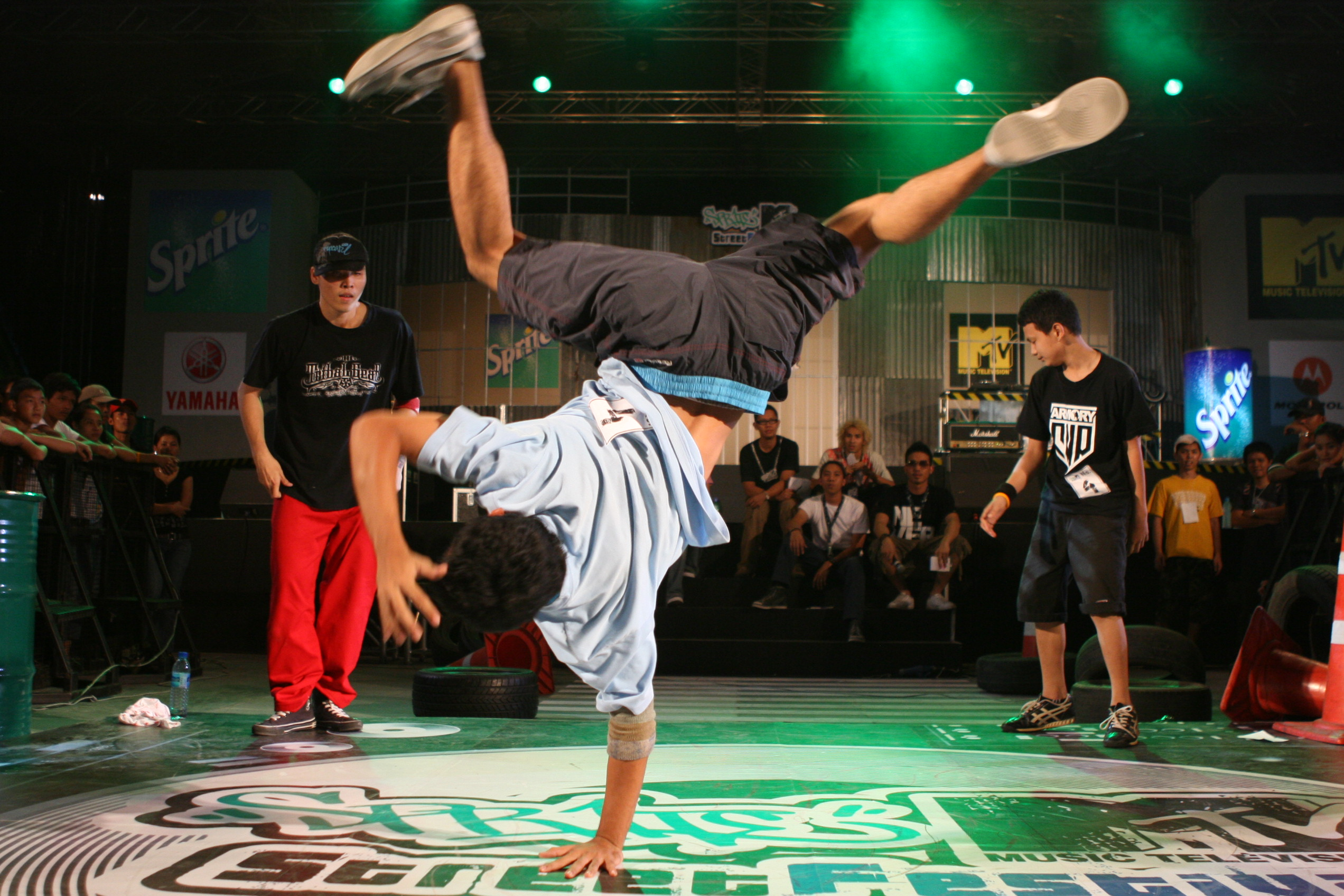

Брейк-данс, або брейкінг (англ. Breaking) — стиль вуличного танцю, що з'явився в Південному Бронксі (Нью-Йорк) на початку 70-х років 20 ст. Цей танець є одною з частин хіп-хоп культури, отож є одним із найстаріших і найвідоміших стилів хіп-хоп танців.

## Історія
Традиційно вважається, що початки брейкінгу виникли 1969 року завдяки зірці того часу Джеймсу Брауну та його хіту «Get on the Good Foot». Під час виконання своїх композицій він робив своєрідні рухи, які згодом отримали назву «Good Foot». Згодом цей танець стає окремим танцювальним стилем. Було також започатковано традицію баттлів.
Діджея Кул Герка (DJ Kool Herk) часто називають хрещеним батьком хіп-хопу. Родом з Ямайки, цей хлопець 1967 року переїздить до Бронксу і стає улюбленцем місцевої публіки. Його любили за оригінальний гетто-стиль, який не залишав байдужим жодного вуличного танцюриста. Саме він допоміг сформуватися поняттю «бібой» — брейк бой, біт бой, Бронкс бой тощо.
Герк був відомий тим, що вмів збирати круті «туси» з різних районів і заряджати людей божевільною атмосферою. Треки, які він грав, були найкращими в свій час. Це Baby Huey — «Listen To Me», Michael Viner's Incredible Bongo Band — «Apache» та ін. Наприклад, «Give It Up Or Turn it A Loose (In The Jungle Groove Remix)» від James Brown став своєрідним гімном хіп-хопу. Кожен бібой, емсі та райтер знав цей трек. Коли Брауна вмикали на дискотеці, всі знали, що прийшов час виступати найкрутішим танцюристам.
Величезним новаторством діджея стала його система Геркулоіди, разом з якою йому не було рівних ні в одному баттлі.
Танець тих часів значно відрізнявся від того, що розуміють під брейк-дансом сьогодні, в деяких аспектах він був простішим. В танці не було таких елементів як Windmill (гелікоптер), Headspin (хедспін), Flare (флаєр). Тогочасний брейк став надзвичайно популярним серед молоді та вуличних угрупувань Південного Бронксу. Тут він пройшов значний шлях розвитку.
До наступного етапу розвитку долучилися різноманітні групи людей, серед яких найвідомішими були Zulu Kings, Rock Steady Crew. Значний внесок додав діджей Africa Bambaataa, що створював музику для брейкінгу. Rock Steady Crew додали багато акробатичних рухів у брейкінг.
У 1980 році популярність брейкінгу різко пішла на спад. Однак на початку дев'яностих танець отримує друге дихання, з'являється багато нових цікавих рухів.

## Хореографічна лексика
Брейк-данс поділяють на нижній (powermove) та верхній (top rock).
Top rock (топ рок) — вертикальна робота ногами (стоячи). Топ рок демонструє координацію, почуття ритму та підкреслює стиль бібоя. Переважно топ рок є першою частиною виступу танцюриста. Він дає змогу розігрітись і перейти до елементів, які виконують на підлозі.
Powermove (павермув) — найскладніша частина брейкінгу. Здебільшого це обертальні та циклічні рухи, що вимагають надзвичайної координації рухів, сили м'язів, гнучкості та відточеної техніки. Своє походження павермуви беруть з гімнастики та деяких єдиноборств. До цієї частини брей-дансу належить найбільша кількість рухів.
Найчастіше в брейкінгу вживають такі терміни: uprock, footwork, freezes, spins, suicides.
Uprock (апрок) — це частина топ року, в якій танцівники, не торкаючись один одного, імітують боротьбу. До апроку належать різноманітні прокрути, увертання, присяди тощо. Найголовніше в «боротьбі» — тримати ритм і рухатися під музику.
Footwork (футворк), також downrock, floorrock, — пробіжка або, як ще називають, доріжка — елемент, який виконуть у сидячому положенні. Бібой впирається обома руками, а частіше одною, на підлогу та виконує різноманітні рухи ногами довкола свого тіла. Сюди належать 6-step, 2-step, coffee grinder.
Freezes (фрізи) — завмирання бібоя на декілька секунд в чудернацьких і надзвичайно складних позах. Існує багато різновидів фризів. Один з найважчих фризів — це halfback, коли танцівник завмирає в стійці на голові, водночас прогинається в спині на мостик, при цьому не торкається ногами до підлоги. А руки при цьому розведені широко за головою. Зазвичай завмирання відбувається на голові, ліктях, спині та зап'ясті.
Spins (спінс) — обертання на різних частинах тіла. Найпопулярніші — це backspin, headspin, handglide. Backspin (бекспін) — обертання на спині. Оберт виконується на основі сильного маху ноги в конкретний напрямок з положення сидячи. Під час обертання вагу тіла переносять на спину, а ноги притискають до корпуса. Headspin (хедспін) — оберти на голові. Вихідним положенням є стійка на голові з розведеними ногами зверху. Для того, щоб почати обертання, потрібно сильно відштовхнутись руками і зробити мах ногою. Важливо дотримуватися правил під час виконання цього оберту: рух виконують винятково в спеціальній шапці, всередині якої є м'яка підкладка, а зовні пришита спеціальна слизька матерія. Дітям цей рух можна виконувати лише з 15 років. Handglide (хендґлайд) — оберт на одній руці. Вагу тіла втримуюють на опорній руці, яка ліктем впирається в живіт, вільною рукою можна відштовхуватись, ноги під час цього розведені в сторони.
Suicides (суїсайди) — раптові падіння на спину, живіт, сідниці та інші частини тіла. Суїсайди часто виконуються як завершення виступу бібоя. Ці рухи часто виглядають надзвичайно небезпечними та болючими. Однак численні тренування та спеціальна техніка мінімізують небезпеку ушкоджень.

## Змагання

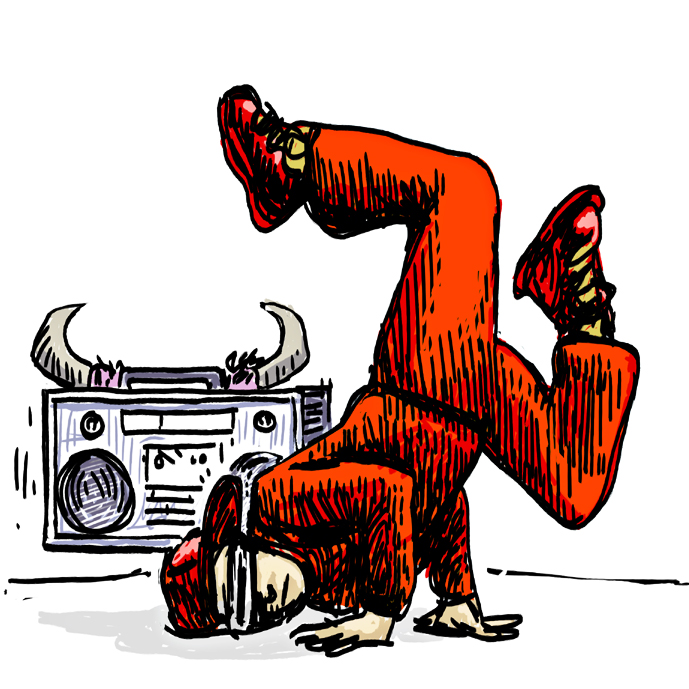

Змагання бібоїв традиційно називаються баттлами. Здебільшого глядачі баттлу утворюють коло або квадрат, всередині якого по черзі виступають бібої. Баттли можуть відбуватись між одиночками, тобто 1 на 1, та цілими командами. Конкретний виступ танцюриста називають виходом. Тобто у випадку змагання двох людей, кожен з них може мати, наприклад, по два виходи тривалістю лише по 30 секунд, оскільки виступ є надзвичайно виснажливим. На баттлах присутні судді, які в кінці визначають переможця. Окрім баттлу, існує ще поняття джем. Джем — це не стільки змагання, скільки просто демонстрація можливостей кожного бібоя. В «джемі» суддів немає, там вирішує все публіка.
У жовтні 2018 року брейк-данс уперше увійшов у програму юнацьких олімпійських ігор, що відбулися у Буенос-Айресі. Для участі в змаганнях було відібрано 12 хлопців і 12 дівчат з усього світу.
25 червня 2019 року МОК попередньо включив брейк-данс до програми літніх олімпійських ігор у Парижі 2024 року.